# فرودگاه جزیره مالکوم
فرودگاه جزیره مالکوم (به انگلیسی: Malcolm Island Airport) یک فرودگاه خصوصی است که یک باند فرود شن و رس و ماسه دارد و طول باند آن ۱۴۱۰ متر است. این فرودگاه در کشور کانادا قرار دارد و در ارتفاع ۳۴۱ متری از سطح دریا واقع شده است.